# Lucky Number Slevin
Lucky Number Slevin är en amerikansk-tysk thriller i regi av Paul McGuigan med Josh Hartnett, Bruce Willis, Morgan Freeman och Ben Kingsley i huvudrollerna. Filmen hade Sverigepremiär den 16 juni 2006.

## Handling
På grund av ett misstag av identitet hamnar Slevin mitt i gangstervärlden. Personen som Slevin blandats ihop med är en vän till honom som mystiskt nog saknas.

## Rollista (urval)
- Josh Hartnett -  Slevin
- Morgan Freeman -  The Boss
- Sam Jaeger -  Nick
- Ben Kingsley -  Schlomo
- Lucy Liu -  Lindsey
- Stanley Tucci -  Brikowski
- Bruce Willis -  Mr. Goodkat